# GRIDMAN UNIVERSE
『GRIDMAN UNIVERSE』（グリッドマンユニバース）は、円谷プロダクションによる特撮テレビドラマ『電光超人グリッドマン』原作のアニメーション作品群を中心とした、日本のメディアミックスプロジェクトである。
本稿では、2023年公開の劇場アニメ『グリッドマン ユニバース』もあわせて解説する。

## 沿革
2017年6月3日、ロサンゼルスで開催された「AnimeExpo2017」にて、アニメ制作会社のTRIGGERの新作として、『グリッドマン』のアニメ化が発表された。同年12月2日、「東京コミコン2017」にて第1弾『SSSS.GRIDMAN』の詳細が発表され、2015年の「日本アニメ（ーター）見本市」にて短編作品『電光超人グリッドマン boys invent great hero』を手かげた雨宮哲が監督を務めることなどが明かされた。
2018年10月、『SSSS.GRIDMAN』が放送を開始。同作は放送中から反響を呼び、次作が展開されることとなった。雨宮は、尺の都合などでカットしていた要素を元に新作を企画し、2019年12月14日開催の「TSUBURAYA CONVENTION 2019」にて第2弾『SSSS.DYNAZENON』が発表された。翌2020年12月6日の「東京コミコン2020」にて行われたステージでは、『GRIDMAN』および『DYNAZENON』を中心とする世界観や物語、モチーフ、ビジュアルなどを様々なメディアで展開する本プロジェクトの詳細が発表された。

## 劇場アニメ
『グリッドマン ユニバース』のタイトルで、2023年3月24日より全国151館で公開。『GRIDMAN』と『DYNAZENON』のクロスオーバーとなり、両作品の半年後を舞台とする完全新作ストーリーが展開される。監督の雨宮は、本作品が映画初監督となる。
2021年12月13日開催の「TSUBURAYA CONVENTION 2021 SPECIAL PROGRAM」にて、『「GRIDMAN×DYNAZENON」完全新作劇場版（仮称）』として企画および主要スタッフが発表された。その後、2022年8月26日開催の「SSSS. GRIDMAN×SSSS.DYNAZENON スペシャルナイト」にて正式な邦題や主要キャスト、同年11月20日開催の「グリッドマン ショーケース」にて公開日および追加キャストなどが順次発表された。

### 製作
『DYNAZENON』の制作期間中だった2020年8月時点で、本作品の企画となる原案プロットはプロデューサーの宇佐義大から提示されていた。制作が本格化すると、宇佐からの「お祭り映画にしたい」というビジョンを元に、ストーリー製作が開始された。この際、架空のマーチャンダイジングに沿ったストーリー製作はテレビシリーズから継続して行われ、グリッドマンの新形態などが設定された。
企画当初、雨宮は宇佐の考えるファンサービス的な内容では自分の中に作品を落とし込めないと判断し、まずはグッドスマイルカンパニーの田中ヒロとの話し合いで登場メカを決めたうえで物語の大枠を作り、長谷川圭一に脚本の発注をかけることとなった。大枠としては、各作品の物語自体が完結していることから、原作グリッドマン第34話をベースにしつつ、映画のオリジナルヒロインを中心とした展開が提案された。ヒロインは「『DYNAZENON』で登場した上条さんの連れ子で蓬と同居することになり、さらに裕太に片思いをする」という設定だったが、長谷川がプロットを作成した時点で人物像の掘り下げに尺を使いすぎるという課題が浮上し、一度仕切り直しが行われた。次に、『GRIDMAN』で消費しきれなかった裕太の告白をフォーカスした物語が提案され、原作第34話の設定も活かしつつ、裕太と六花の間を邪魔する新たなオリジナルヒロインも交えたシナリオが詰められた。しかし脚本が第3稿まで進んだ時に、TRIGGER内で行われたブレインストーミングの中でより作品世界の謎に迫る要素を求める意見が出たことで、雨宮は3週間かけて全体の再考を実施。結果として第34話の要素やヒロインの設定が削られ、両作品に元から仕掛けられていた「グリッドマン ユニバース」の謎を巡る物語が構築された。また雨宮は、自分のなかでの理由づけをすることで、当初想定していなかったアカネやひめ、アレクシスを登場させられたとしており、最終的に自分がやれると判断したものとファンサービスのバランスがとれた内容になったと語っている。
絵コンテは雨宮が中心となって作成しているが、一部はテレビシリーズで合体シークエンスを担当した浅野元やエンディングを担当していた中村真由美が担当している。作画監督は7人体制で管理され、『GRIDMAN』のみの参加だったアニメーターも作画に参加している。作業時間はテレビシリーズと同じくらいだったため、突拍子のないことはせず、一方で両作品のキャラクターが登場するような画作りが行われた。またテレビシリーズのように巻き戻しができないことを考慮して、視聴者に誤解が生まれないような配慮がなされている。また小ネタとして、原作の『グリッドマン』全39話に由来する要素が全39個散りばめられており、加えてウルトラマンネクサスや今年で20周年を迎えるウルトラマンレジェンドなどの「ウルトラシリーズ」の要素も登場する。
アフレコは物語の進行順にキャストを割り振る形で分割収録が行われ、キャラクター同士の掛け合いも重視して可能な限り固まって収録するように調整された。テレビシリーズから時間は経過していたが、各キャストの演技は明らかにスタッフ側の意図と異ならない限りはリテイクされずに採用された。

### ストーリー
グリッドマンがアレクシス・ケリヴを打ち倒し、ハイパーワールドへと帰還してから約半年後の2019年、グリッドマンと行動を共にした響裕太、宝多六花、内海将は高校2年生に進級し、裕太は、数か月後に開催される学園祭にて六花に告白することを内海に宣言する。
ほどなくして六花が大学生と密会する現場を目撃し、ショックを受ける裕太だったが、真相を確かめる間もなく、突如、裕太たちの住むツツジ台に再び怪獣が出現する。裕太は異変を察知した新世紀中学生やグリッドマンと再会を果たし、自らの意思で初めてアクセスフラッシュしてグリッドマンへと変身する。半年前の記憶が無く不慣れな戦いで窮地に陥るグリッドマンだったが、そこに新世紀中学生の新人レックスが変身したダイナレックスが現れ、怪獣を見事なコンビネーションで倒す。
新世紀中学生は裕太たちに、今回の怪獣出現が多次元宇宙の収束によって怪獣のいる別世界が重なった可能性を示唆し、その説を裏付けるかのようにレックスのかつての仲間である麻中蓬、南夢芽、山中暦、飛鳥川ちせが、2021年のフジヨキ台からツツジ台へと迷い込む。ビッグクランチによって全ての世界が消滅する危険性を危惧したグリッドマンたちは現状を静観することとなり、その傍らで裕太たちは学園祭の準備にまい進する。そして裕太は、次第に自分の周囲で人知れず進行する異変を察知することになる。

### 用語
グリッドマンユニバース
人間との関わりを経て、宇宙を創造する力を獲得したグリッドマンにより生み出された、様々な可能性をもった複数の宇宙。『DYNAZENON』およびテレビシリーズから派生したメディアミックス、スピンオフ作品がこれに該当する。本作品では、複数の世界で怪獣が生み出されたことで実体化したマッドオリジンの陰謀でグリッドマンと裕太たちの宇宙が一体化した結果、グリッドマン (Universe Fighter) の形をなした巨大な宇宙が形成される。さらに世界のカオス化によってエネルギーを得ようとするマッドオリジンの策略で、各世界の融合や新たな怪獣の登場といった現象が起こり、最終的には時間軸が歪んで存在しない日付や記憶の混濁、既に死亡している人物たちが復活する現象まで発生する。

### 登場キャラクター
姫（）
声 - 内田真礼
5千年前、ガウマが怪獣優生思想たちと共に仕えていた王国の王女。身長171センチメートル、体重57キログラム、6月22日生まれの25歳。趣味は動物飼育。国から恐れられる彼らを労い、ガウマに「人として守るべき三つのこと」を教えた。やがてガウマと将来を誓い合う仲となるが、母国と怪獣優生思想との争いの最中、ジュウガたちと相打ちになったガウマを追って自死したと言われていた。ガウマは死亡してから復活までの間に見知らぬ少女からの呼びかけでその事実を知り、復活後は自分同様に蘇ったと推測していた。
テレビ本編では直接の登場はなく、ガウマがガルニクスに取り込まれた際の夢という形で登場する。『グリッドマン ユニバース』では、マッドオリジンによる世界のカオス化によって復活し、ツツジ台のデパートで開催されていた北海道物産展の売り子をしている際にガウマと再会。フランクな物腰で本タラバガニを売りつける一方で、人として守るべき3つのことは、約束と愛と賞味期限であると改めて伝える。グリッドマンの強制シャットダウンにともなう世界のリセットによって消滅するが、消え去る前にガウマへの領収書の裏に、「ガウマ いつまで ひきずってんだよ バーカ」というメッセージを書き残す。
- テレビ本編でのデザインは作画スタッフが担当していたため、『グリッドマン ユニバース』では坂本がそのイメージを崩さないようにした上で新規にデザインされている。衣装にはダイナゼノンの意匠が取り入れられており、顔は雨宮からの「ギャルっぽく」というオーダーをいれつつ、原作グリッドマンの井上ゆかに寄せられている。
- 『グリッドマン ユニバース』において平仮名表記で「ひめ」なのは、『SSSS.GRIDMAN 姫とサムライ』の主人公・久月 姫との重複を避ける都合である。

六花の兄
声 - 神永レオ
ツツジ台のアパートで一人暮らしをしている大学生で、六花の兄。六花からは「お兄ちゃん」と呼ばれている。六花がよくアパートにマンガを借りに出入りしており、同級生の女子たちからは彼氏と誤解されている。
なお、『SSSS.GRIDMAN』の時点で六花ママによって存在は言及されており、この時点では予備校に通っていた。
バイク乗りの青年
声 - 小尾昌也
グリッドマンの元へ急ぐ裕太が出会った青年。雨の路上で倒れていた見ず知らずの裕太を愛用のバイクで「JUNKSHOP絢」まで送迎し、「ギリちょんセーフだね」という言葉を残してその場を立ち去る。
- 原作グリッドマンの翔直人役だった小尾の出演は、『GRIDMAN』第6話、『DYNAZENON』第5話に続いて3度目であり、台詞は原作から引用されている。

### 登場ヒーロー・兵器
以下は『SSSS.GRIDMAN#登場ヒーロー』を参照。
- グリッドマン (Primal Fighter)
  - 超合体超人フルパワーグリッドマン
  - グリッドマン（電光超人）
- 合体戦神パワードゼノン
- グリッドナイト

以下は『SSSS.DYNAZENON#ダイナゼノン / ダイナレックス』を参照。
- 合体強竜ダイナレックス
- 合体竜人ダイナゼノン
- 超合体竜王カイゼルグリッドナイト

グリッドマン (Universe Fighter)
: マッドオリジンの謀略により危機に陥ったグリッドマンが、アカネのサポートを受けてアクセスフラッシュした裕太と合体し、数多くの物語（ユニバース）を統合したことで誕生した新形態。台高祭の準備中に裕太、六花、内海、蓬、夢芽、ちせが描いたグリッドマンの絵を取り込んだことでそれをベースにした姿に変身しており、赤と銀に加えて青の入ったカラーリング、丸みを帯びた目、露出した胸のトライジャスター、エネルギーが高まると虹色に発光する全身のラインなどが特徴。破壊と再生の力を併せ持ち、全ての能力が以前より飛躍的に上昇している。
- デザインは後藤正行が担当。電光超人としての姿が原作の馬場一平のデザインを借りた姿である一方で、Primal Fighterが裕太たちの想像によらないものであったことから、裕太たちができる範囲で形作った姿を突き詰める形で製作された。実際の製作では「腕と足を青くすること」、「胸に3つの発光部分（トライジャスターの意匠）を入れること」がオーダーされ、それらに沿いつつ一目でパワーアップしたことが分かるようなデザインが行われた。また「トライジャスターの封印」がテーマであったPrimal Fighterに対して、「トライジャスターの拡張」をテーマとしてフィクサービームありきのデザインにすることも意識されている。また、アクセプターは本形態の玩具も出ることから変化しておらず、多くのカットで出るようになっている。

超竜王合体超人ローグカイゼルグリッドマン
: グリッドマン (Universe Fighter) をコアに、ダイナゼノンの全メカとビッグゴルドバーンが合体した姿。カイゼルグリッドナイトと同様の要領でダイナウイング、ダイナストライカー、ダイナダイバーがボディを構成した後、翼、胸、兜、両肩の追加パーツとして分離したビッグゴルドバーンが合体して完成する。武器は、ダイナミックキャノンとビッグゴルドバーンの一部が合体した大剣ダイナミックビッグブレード、指先から展開するビームクローローグネイル、腹部のビームバルカンゴルドショット。ローグはならず者を意味しており、重装備をものともしないパワーと機動性を合わせて、それまでのグリッドマンとは異なる、獣を彷彿とさせるスタイルとなっており、ダイナレックスさながらの荒々しい戦法も行う。
- 製作当初から原作における合体竜帝キンググリッドマンに相当するパワーアップ形態として登場することが決まっていた。デザイン時点では「デュークカイゼルグリッドマン」という仮称であり、野中によるデザイン案から、荒々しくワイルドなシルエットが原案となり、ギミックや劇中での設定も踏まえながら決定稿となった。玩具展開の都合やダイナゼノンとの差別化を図るために各所を光らせることが想定されており、オーロラメッキの入ったクリアパーツの採用やボタン電池の寸法も考えながらの設計が行われている。

超合体騎士フルパワーグリッドナイト
: グリッドナイトがコアとなり、全てのアシストウェポンと変形合体した姿。合体手順はフルパワーグリッドマンと同一だが、グリッドナイトに適応反応して全身のカラーリングは濃紺に、グリッドナイトキャリバーは真紅にそれぞれ変化しており、ヘルメットや胸部など各部の形状も異なる。
- デザインは野中剛が担当。本作品の企画以前に玩具オリジナル展開として提案されていたが、『DYNAZENON』にナイトの再登場が決定したことで、その話は立ち消えとなった。本作品の脚本完成時も予定はなかったが、物語の尺を再調整することで登場が決定し、ローグカイゼルグリッドマン納品後にデザインが行われた。全体のシルエットはフルパワーグリッドマンと同じだが、アンチの怪獣態を意識したヘルメットや胸部を形成するキャリバーの鍔が新規デザインされた。

合体戦人パワードナイトゼノン
フルパワーグリッドナイトとの適応反応でボディが濃紺のままのアシストウェポンが分離・再合体した合体戦人。パワードアックスや頭部の形状がパワードゼノンと異なる。
- デザインは野中剛が担当。シナリオでは登場予定はなかったが、絵コンテ段階で登場することとなった。

怪獣戦艦サウンドラス
ツツジ台に来訪したグリッドナイト同盟が搭乗する常磐色の巨大メカニクス。戦艦形態のフォートレスモード時は、パサルートを経由して世界の境界を越えることができる。さらに、白いアンダーアーマーを着用して巨大化した2代目に、メカニック化したアノシラスの形状をした鎧となって合体する戦艦武装サウンドラス・バトルモードへの変形機能を有する。必殺技は、エネルギーを充填した両肩の主砲から発射するメロディックブラスターと、全身のミサイルとビーム砲を一斉に射撃するサウンドラスフルバースト。
- 企画当初からグリッドナイト同盟の移動手段となる戦艦を出す案は存在しており、西川伸司に2代目のアンダーアーマーも含めてデザインのオファーがされた。アノシラスをモチーフとしたメカアノシラスを目指してデザインが進められ、アノシラスの背中の貝殻からイメージしたドリルを戦艦に付けている。フォートレスモードのデザインは『恐竜大戦争アイゼンボーグ』のアイゼンボーグ号のオマージュとなっている。またバトルモードの背中側に腕を回して太股のみが露出しているのは『機甲警察メタルジャック』のオマージュとなっている。

### 登場怪獣
本作品の新規怪獣は、名称がグリッドマン (GRIDMAN) にOを加えて並び替えたアナグラムである。全体のデザインとしては、脚本制作中に没となった修学旅行編の名残から、沖縄の意匠が組み込まれている。本作品の怪獣のうち前半に登場するものはグリッドマン役の緑川光の声を加工したものが鳴き声に使用されている。
ゴルドバーン
詳細は、SSSS.DYNAZENON#登場怪獣を参照。

帰馬放牛怪獣 ディモルガン
マッドオリジンが宇宙内のカオスを増大させるために、グリッドマン (Intial Fighter) の記憶から反転する形で作った怪獣1号。誕生日は2019年6月23日。背びれや尻尾を展開して伸ばしたムチや、口から放つフラッシュ光線、胸の結晶体や腕より放つグリッドビームを模した破壊光線で攻撃する。
裕太とまだ馴染んでいないグリッドマン相手に優勢となるが、ダイナレックスが助太刀に入ったことで劣勢となり、最後はグリッドビームとレックスロアーの合体攻撃によって撃破される。
- デザインは丸山浩が担当。グリッドマンを再解釈・再構成してデザインされ、カラーリングはInitial Fighterの反転色となっている。また裏モチーフはマングースとハブであり、前者は小顔が前に突き出した造形に、後者は背中と尻尾の突起に取り入れられている。

芝蘭結契怪獣 ドムギラン
グリッドマン (Primal Fighter) を反転する形で作られた怪獣2号。誕生日は2019年7月32日。攻撃手段は全身から放つ赤い放電、両掌から放つエネルギー光球、尻尾の先端から放つ破壊光線があり、両手を合わせることでより巨大なビームを放つ。
世界の異変を感じた裕太に呼応して、カオス化が進行するツツジ台の夜のビル街に出現。俊敏さと力強さを活かしてフルパワーグリッドマンとカイゼルグリッドナイトのコンビと互角に渡り合うが、武器を交換して力の結びつきを強めた2大超人のグリッドダブルパワーフィニッシュによって爆散する。
- デザインは西川伸司が担当。ディモルガン同様にグリッドマンを再解釈・再構成しており、ラフ案の双頭怪獣から着想を得て、両腕にグリッドマンの顔を配置する等、一見しても分からないようにパーツの箇所が変更されている。基本的なシルエットはキングシーサーがモチーフとなっているほか、牙はガメラ、尻尾の形状はミレニアムゴジラの背びれが意識されている。

同気相求怪獣群 ノワールドグマ
世界がグリッドナイトによってリセットされた後、マッドオリジンが無数に作り出した怪獣3号。誕生日は2019年7月32日。アクセプターの形状を模した全身を覆う固い甲羅が特徴で、頭部の白い星型のツノから破壊光線を放つ。さらに背中の突起が黄色に発光すると、空を飛行することが可能となる。
自分にとってイレギュラーな存在である裕太たちを数の暴力で追い詰めるが、1体が蓬のインスタンス・ドミネーションにより従属される。グリッドマン復活後は、彼らの猛攻を前に全ての個体が撃破される。
- デザインは雨宮哲が担当。本来はテレビシリーズに参加していたデザイナーに依頼する予定だったが、スケジュールの都合から雨宮が担当した。デザインはグリッドマンの再解釈・再構成で、ヤシガニをモチーフに、アクセプターの形をした甲羅や、フィクサービームのエフェクトになる頭部の発光部などが取り入れられた。またマーチャンダイジングの観点から、ローグカイゼルグリッドマンを強く見せるために劇中では多数の個体が登場することとなった。

怪獣発生源集合体 マッドオリジン
声 - 神奈延年
本作品の黒幕。怪獣の身体を有するが人語を理解し、全てを混沌に帰すという原始的かつ邪悪な欲望のため、グリッドマンに付け入って宇宙を創造できる能力の利用を画策する。その実態は、グリッドマンユニバースで多くの人間が怪獣を乱造してカオスブリンガー現象を発生させた結果、副次作用として実体化した存在であり、アレクシスからは「怪獣発生源の集合体」、「実体を持ったカオスブリンガー」と称され、人間たちの意識の複写によって意志があるように見えるだけと分析される。
当初は巨大な下半身とそれに不釣り合いな細い上半身、大きく裂けた口部、怪獣発生源が詰まった胸部が特徴な第一形態の姿で赤い球状のハッキングゾーンに潜み、あらゆる宇宙を強制的に合体させることでカオスを加速させ、全宇宙の消滅を引き起こそうとする。しかしアカネとアレクシスの介入によって裕太とグリッドマンのアクセスフラッシュを許し、Universe Fighterとなったグリッドマンやダイナゼノンたちと最終決戦に突入する。戦闘ではグリッドマンの記憶を利用して彼らが過去に使用した攻撃を完全に把握し、あらゆる技に対して有効に立ち回るが、それを逆手に取って全く新しい姿となったローグカイゼルグリッドマンやフルパワーグリッドナイトには劣勢となり、一度はローグカイゼルパワーフィニッシュで倒される。しかしアレクシスを取り込んで全身漆黒となった第二形態へと進化。グリッドマンたちを敗北寸前まで追い詰めるが、グリッドマンのグリッドハイパーフィクサービームとグリッドナイトたちの破壊光線によって無限の再生と破壊を繰り返して身体がフリッカー現象で劣化していき、最後はグリッドマンの渾身の一撃により消滅する。
- デザインは雨宮哲が担当。当初からアレクシス・ケリヴやグリッドマンを乗っ取る敵として想定されており、「見えてはいけないもの」をコンセプトにして、フルパワーグリッドマンからの逆算・再構成でデザインされた。担当声優の神奈は『電光超人』第1話に武史のパソコンの声役で出演しており、それを意識してオファーされた。

ビッグゴルドバーン
アカネがちせの左手の虹色のゼンタングルアートを実体化させ、ゴルドバーンがそれをくぐり抜けることで強化した進化形態。ゴルドバーンが前肢が翼のようになっていたワイバーン型に対して、四肢を有し翼を背中に付けたドラゴン型に進化している。格段に強化された合体光線を口から放射する。ローグカイゼルグリッドマンの追加パーツになるほか、単体でグリッドマン (Universe Fighter) の飛行パーツとして合体することもできる。
- デザインは野中剛が担当。ゴルドバーンが成長した怪獣というコンセプトでデザインされており、クリアパーツや発光ギミックが盛り込まれている。全体のラインは、ドリルを肩に付け、尻尾や金の翼を付けてオーガニックに見えるように狙っており、雨宮が描いたダイナソルジャーが合体した大型武器のラフとそれらの要素を合わせたものとなっている。

### スタッフ
- 原作 - 『グリッドマン』[64]
- 監督 - 雨宮哲[64]
- 脚本 - 長谷川圭一[64]、雨宮哲
- キャラクターデザイン - 坂本勝[64]
- サブキャラクターデザイン - 中村真由美[64]
- グリッドマンデザイン - 後藤正行[64]
- ダイナゼノンデザイン - 野中剛[64]
- 怪獣デザイン - 丸山浩、西川伸司[64]
- 助監督 - 下平佑一[64]
- 3DCG制作 - グラフィニカ[64]
- 美術監督 - 権瓶岳斗[64]
- 色彩設計 - 武田仁基[64]
- 撮影監督 - 志良堂勝規[64]
- 編集 - 吉武将人[64]
- 音楽 - 鷺巣詩郎[64]
- 音楽制作 - ポニーキャニオン[64]
- 音響監督 - 郷文裕貴[64]
- 音響効果 - 森川永子[64]
- アニメーションプロデューサー - 志太駿介[64]
- アニメーション制作 - TRIGGER[64]
- 配給 - 東宝映像事業部[64]

### 使用楽曲
本作品では、オーイシマサヨシによる「uni-verse」が主題歌として使用される。作詞・作曲・編曲はオーイシが大石昌良名義で行っている。劇中歌には、『GRIDMAN』の主題歌「UNION」、『DYNAZENON』の主題歌「インパーフェクト」のほか、内田真礼による「ハートビートシティ」や原作『電光超人グリッドマン』の挿入歌「ふたつの勇気」のインストゥルメンタルが使用される。

### 反響
興行通信社による全国映画動員ランキングでは、2023年3月24日 - 27日にて初登場第5位にランクインした。また100館以上の公開作品のスクリーンアベレージ（1スクリーン当たりの興行収入）では1位を記録し、一部劇場ではパンフレットの在庫切れが発生した。

### 放送リスト
| 回数 | 放送局 | 放送日        | 放送時間 (JST) | 放送分数 | 備考         |
| ---- | ------ | ------------- | -------------- | -------- | ------------ |
| 1    | AT-X   | 2024年3月30日 | 19:00 - 21:00  | 120分    | テレビ初放送 |

### Webラジオ
『広瀬裕也と宮本侑芽のとりあえずユニバース』が音泉にて2023年3月24日から8月4日まで配信された。パーソナリティは響裕太役の広瀬裕也と宝多六花役の宮本侑芽。Webラジオ『広瀬裕也と宮本侑芽のとりあえずRADIO』の後継番組である。

### 漫画
劇場版の公開を記念して、2023年4月11日に『少年ジャンプ+』にて読み切り『劇場版公開記念特別読切 52.52話 帰ってきたアカネ』が掲載された。作画は『GRIDMAN』のコミカライズを担当した今野ユウキ。内容は『GRIDMAN』ボイスドラマのコミカライズとなる。

### 小説
本編のノベライズ作品が小学館の『ガガガブックス』より2023年4月19日に発売された（ISBN 978-4-09-461165-6）。著者は水沢夢、イラストはbun150。
また『グリッドマン ユニバース超全集』には水沢による描き下ろし短編小説「これからもありそうだよね、こういうの」が掲載された。